# Сан-Педру (Ковильян)
Сан-Педру (порт. São Pedro) — район (фрегезия) в Португалии, входит в округ Каштелу-Бранку. Является составной частью муниципалитета Ковильян. По старому административному делению входил в провинцию Бейра-Байша. Входит в экономико-статистический субрегион Кова-да-Бейра, который входит в Центральный регион. Население составляет 2742 человека на 2001 год. Занимает площадь 4,37 км².